# إيامون بورنس
إيامون بورنس (بالإنجليزية: Éamonn Burns)‏ هو لاعب كرة القدم الغالية بريطاني، ولد في 24 يناير 1972 في ديري في أيرلندا الشمالية.